# Justicia mirandae
Justicia mirandae är en akantusväxtart som beskrevs av T.F. Daniel. Justicia mirandae ingår i släktet Justicia och familjen akantusväxter. Inga underarter finns listade i Catalogue of Life.